# Мартышкино (платформа)
Марты́шкино — остановочный пункт Октябрьской железной дороги на двухпутном перегоне Старый Петергоф - Ораниенбаум-I участка Санкт-Петербург — Калище в историческом районе Мартышкино города Ломоносова.

## История
Название этого старинного дачного посёлка в окрестностях Петербурга продолжает череду «орнитологических» наименований на южном побережье Финского залива — Лебяжье и Чайка, издавна служивших местом остановки перелётных водоплавающих птиц: лебедей, чаек, крачек или мартышей — разновидности небольших чаек. Имеются фотографии платформы Мартышкино, сделанные в 1911 году, хотя по данным справочника «железнодорожные станции СССР» платформа была открыта только в 1914 году. Исторические короткие боковые платформы были впоследствии заменены более длинными, а деревянные здания вокзала — железобетонным навесом с билетной кассой у южной платформы. Также через железную дорогу был построен пешеходный мост.
В 1933 году через через остановочный пункт прошла электрификация от ст. Ленинград-Балтийский до ст. Ораниенбаум-I. Это был первый электрифицированный участок на Октябрьской железной дороге. Тогда напряжение в контактной сети составляло 1,5 кВ постоянного тока. 
В 1948 году после разрушений в результате боевых действий во время ВОВ было восстановлено движение электросекций по этому участку. В том же году были построены новые высокие боковые пассажирские платформы и смонтирована новая контактная сеть.
В 1967 году участок Ленинград-Балтийский - Ораниенбаум-I был переведён на напряжение 3,3 кВ постоянного тока.
В 1972 году обе посадочные платформы были реконструированы и металлические ограждения заменены на железобетонные.
В 1975 году на здании вокзала была установлена памятная доска «Из района Мартышкино в годы Великой Отечественной войны бронепоезда КБФ „Балтиец“ и „За Родину“ наносили сокрушительные удары по немецко-фашистским захватчикам». 
В 2003-2004 гг. в рамках подготовки участка к запуску новых электропоездов "Спутник" на участке Балтийский вокзал - Ораниенбаум-I вновь были заменены обе посадочные платформы остановочного пункта и проведена реконструкция контактной сети на всём участке.
В начале 2000-х годов билетная касса была закрыта, и вновь открыта в 2009. После этого в здании вокзала несколько лет располагался магазин. Весной 2020 здание вокзала было снесено. Некоторые электропоезда следуют через платформу без остановки.
- Платформа Мартышкино в 1911 году[2].